# Chicago school of economics
De Chicago school of economics is een stroming binnen de academische gemeenschap van economen. Het verwijst naar een 20ste-eeuwse denkrichting onder leden van het Department of Economics van de Universiteit van Chicago. De Chicago School hanteert een strikte neoklassieke interpretatie. De school geldt als belangrijke inspirator van het neoliberalisme.
In het kader van de macro-economie stonden de ideeën van de school van Chicago in contrast met die van de universiteiten aan de Amerikaanse oost- en westkust (met name Harvard, MIT en Berkeley). De macro-economische theorie uit Chicago onderscheidde zich door vanaf het begin van de jaren zeventig het keynesianisme te verwerpen ten gunste van monetarisme. Vanaf dat moment richtte men zich in Chicago ook op de nieuw-klassieke macro-economie, die zich sterk baseerde op het concept van de rationele verwachtingen.
Als reactie hierop ontwikkelden de universiteiten aan de Amerikaanse oost- en westkust de nieuwkeynesiaanse economie. Ook hierin werd de theorie van de rationele verwachtingen geïncorporeerd zonder dat men echter de traditionele keynesiaanse focus op imperfecte concurrentie en "sticky wages" opgaf.

## Leden
- Jacob Viner (Montreal, 3 mei 1892 - 12 september 1970),  Canadees econoom
- Frank Knight (McLean County Illinois, 7 november 1885 – 15 april 1972), Amerikaans econoom.

- Bibliothèque nationale de France: cb12048089s (data)
- Gemeinsame Normdatei: 4127089-7
- Library of Congress Control Number: sh85023256
- Nationale Bibliotheek van Tsjechië: ph709840
- Nationale Bibliotheek van Israël: 987007285523305171
- Système universitaire de documentation: 028698096